# Caltagirone
Caltagirone est une ville italienne d'environ 39 000 habitants, située dans la province de Catane en Sicile.

## Géographie
Caltagirone se situe à 74 km à l'ouest de Catane. 

## Histoire
On sait très peu de la période grecque et romaine et il faut attendre l’arrivée des Arabes pour voir paraître dans l’histoire la forteresse de Cal’at Ghiran. Le château fut après conquis par le byzantin Maniace et ensuite par les Normands en 1090 sous lesquels la ville connut une période de développement grâce à l’industrie de la céramique.
Le tremblement de terre de 1693 interrompit ce développement car il rasa au sol une grande partie de la ville sicilienne. La reconstruction de Caltagirone, faite au siècle suivant, donna à la ville l’aspect baroque actuel.
La visite de la ville se déroule à travers le Dôme de Saint Julien, édifice normand reconstruit au XVIIe siècle, pour continuer dans la Place de la Municipalité où on rencontre le Palais du Sénat (XVe siècle). 

## Économie
L'économie de Caltagirone repose essentiellement sur l'industrie et l'agriculture.

## L'artisanat en céramique
La ville est célèbre pour la Céramique de Caltagirone

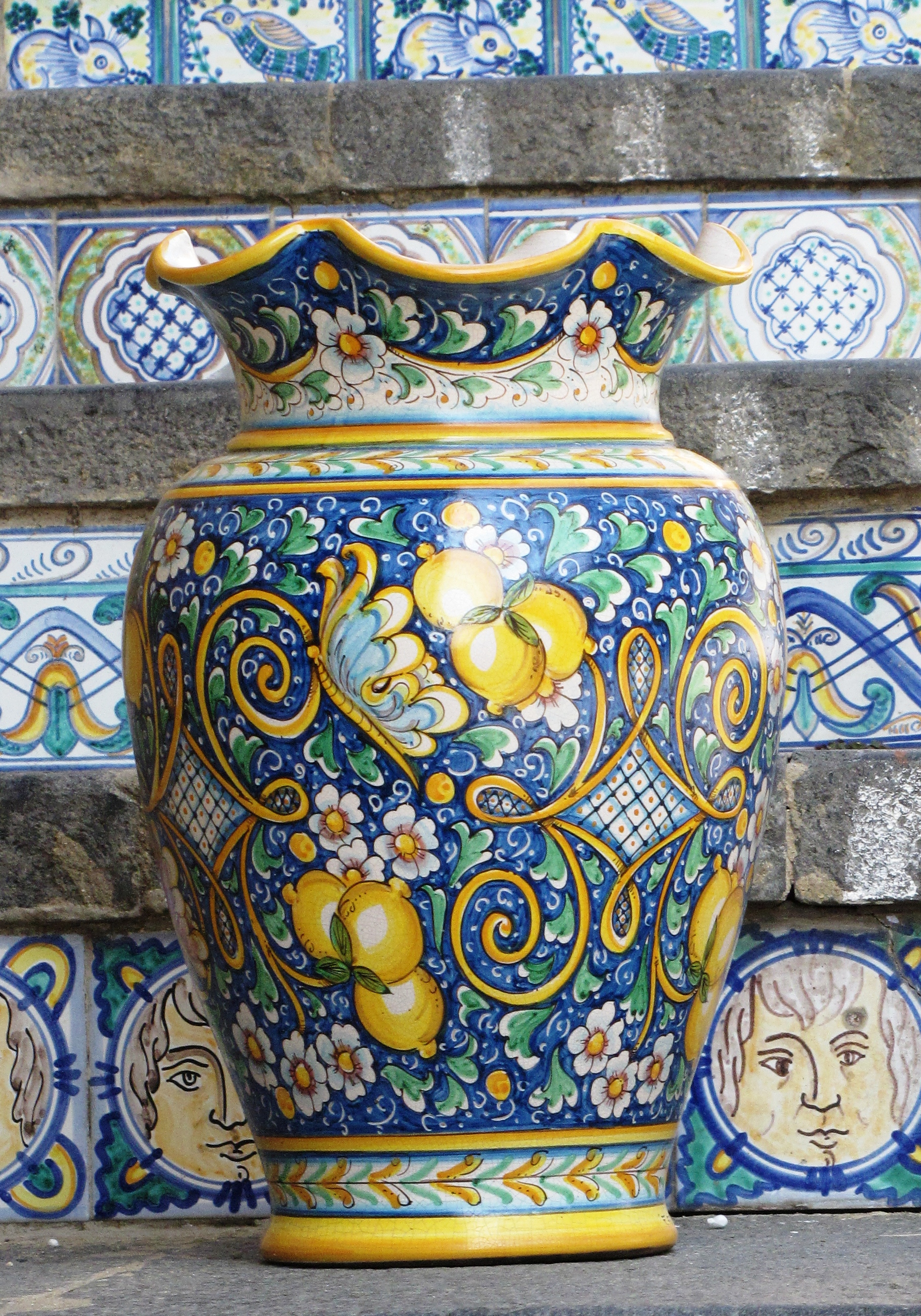
Vase de céramique
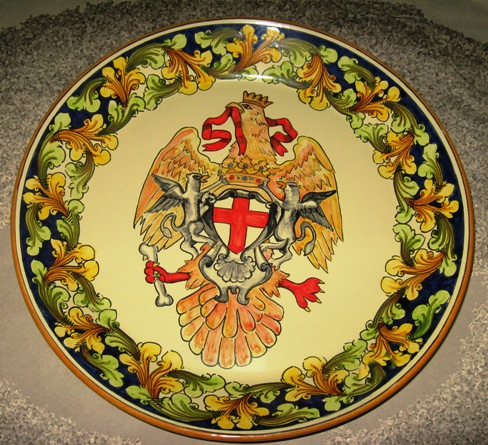
Plat en céramique
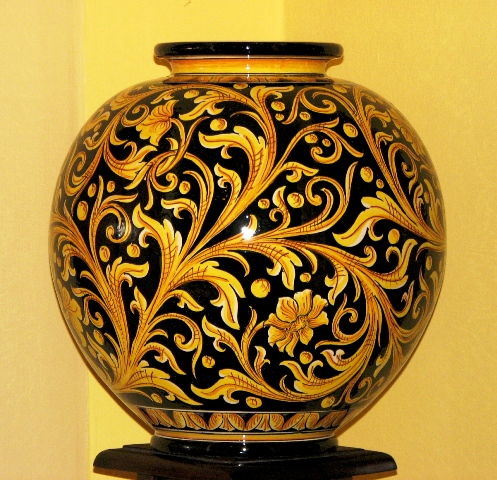
Poterie artisanale

## Monuments et patrimoine
Caltagirone est aussi appelée « capitale de la céramique ».
Très nombreuses sont les églises de la ville comme l’église des Capucins, celle du Saint Sauveur et celle de Sainte Marie du Mont.
Caltagirone possède également un musée consacré à l'artisanat qui fait sa célébrité : le Musée Régional de la Céramique, Villa Patti, qui abrite le Musée des villas historiques ainsi que le Musée Civique, installé au deuxième étage de l’ancienne Prison des Bourbons. (1782).

L'escalier de Santa Maria del Monte du XVIIe siècle.

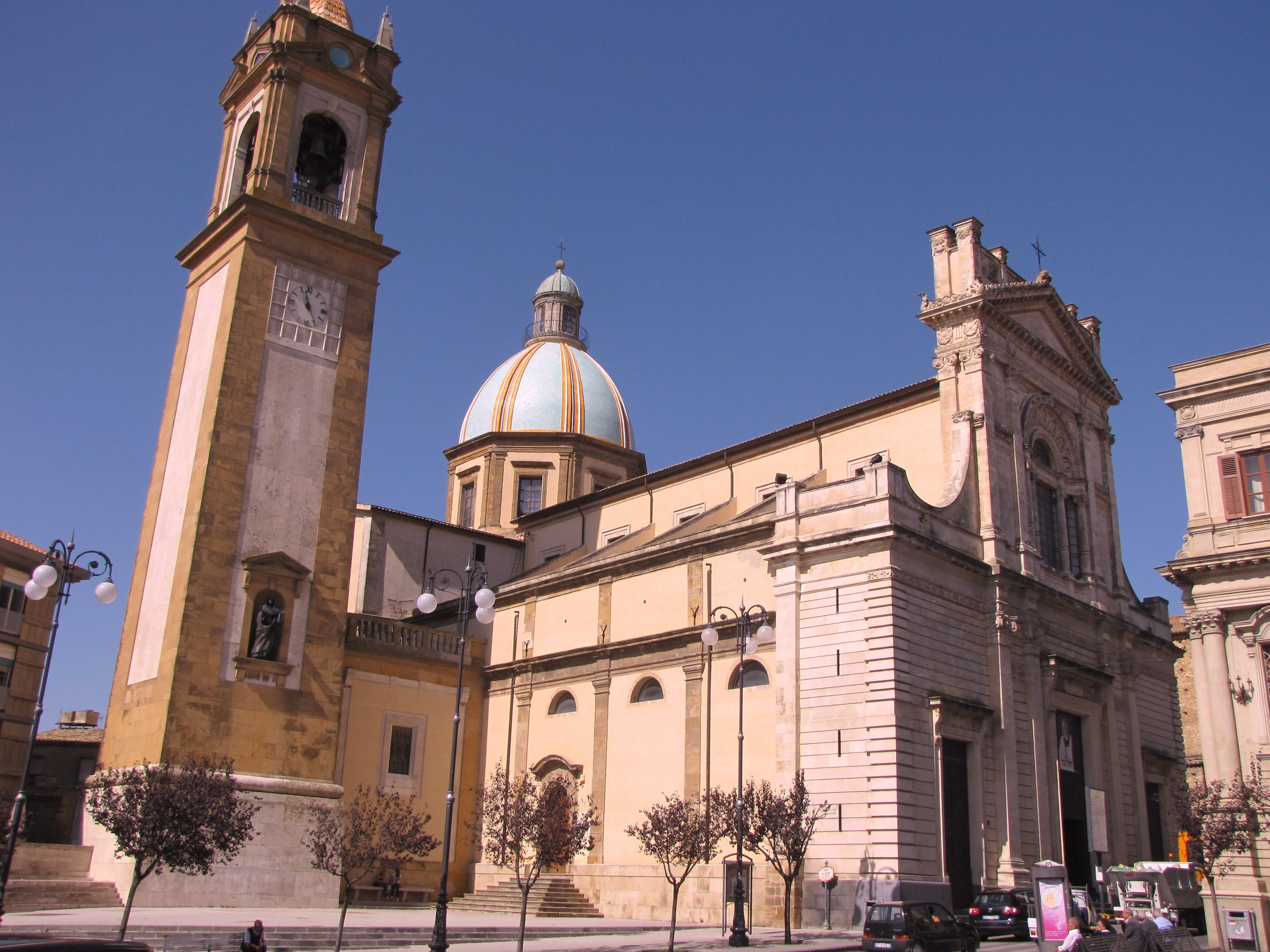
Cathédrale
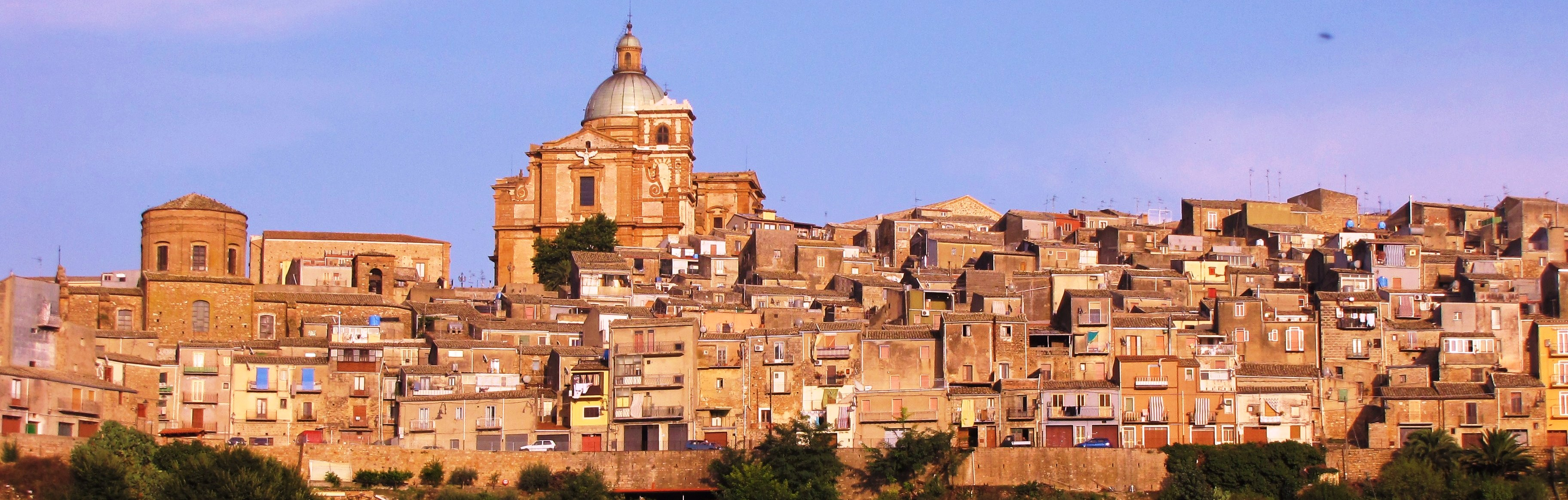
Panorama
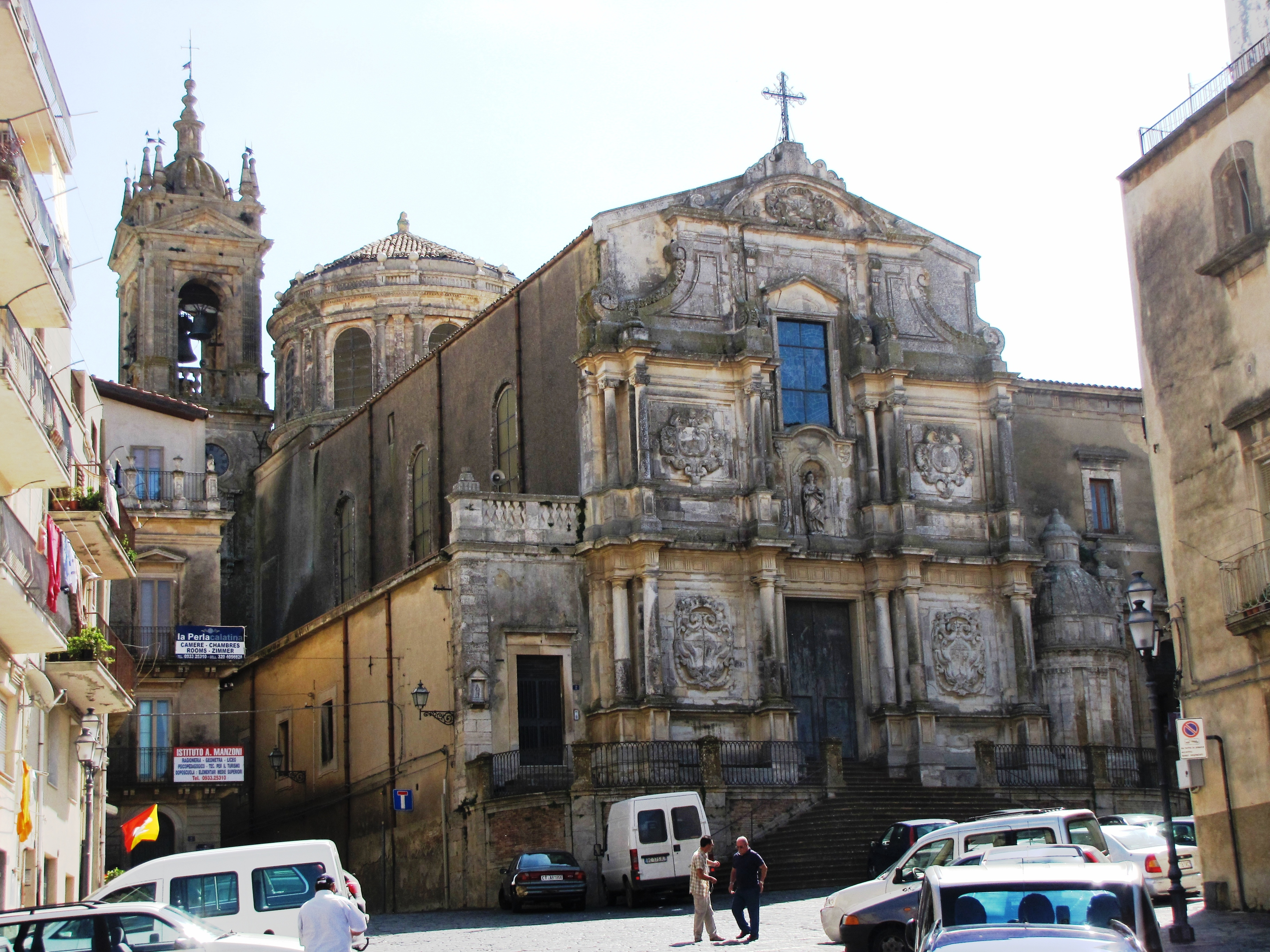
Chiesa San Pietro
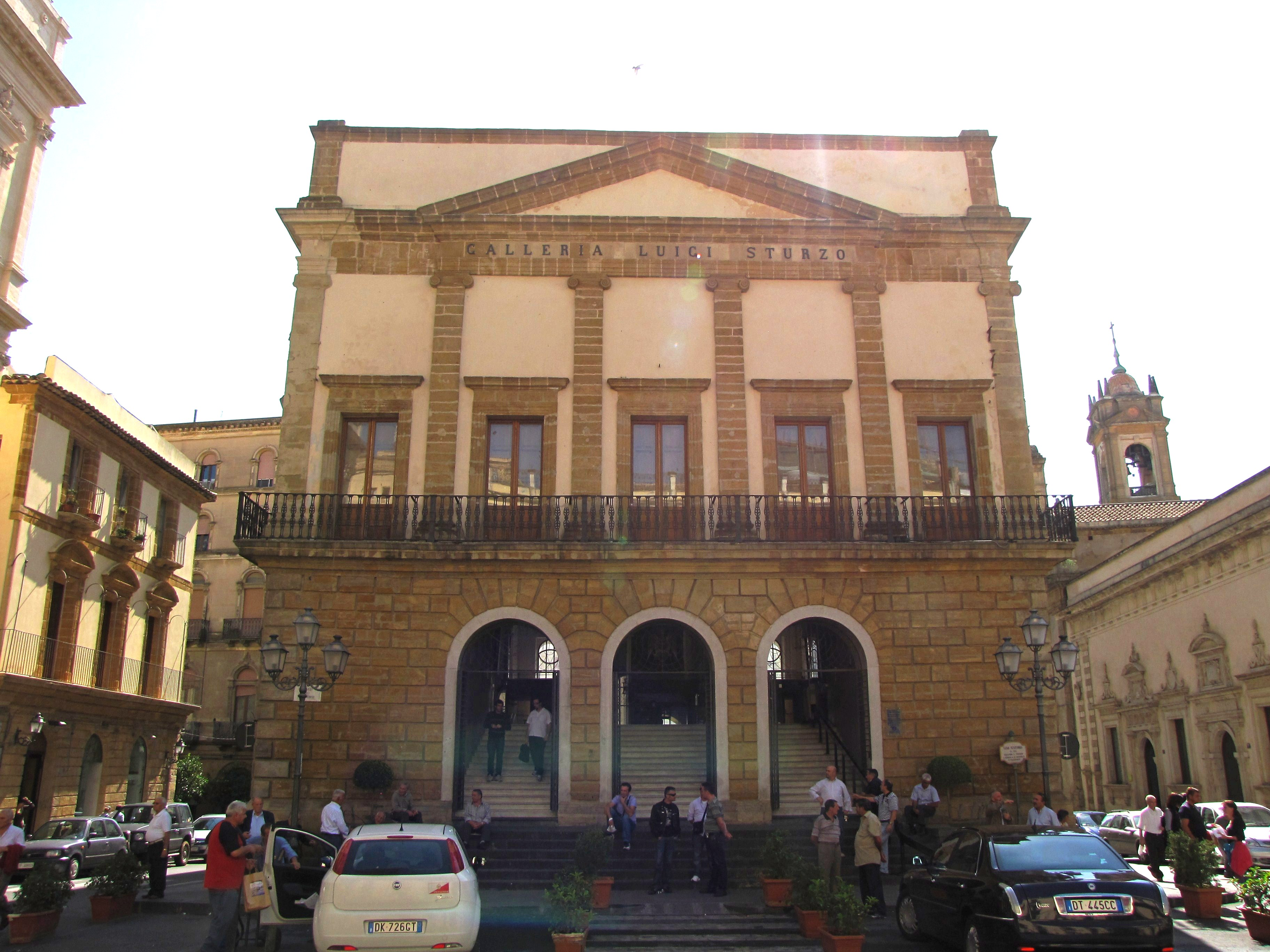
Théâtre
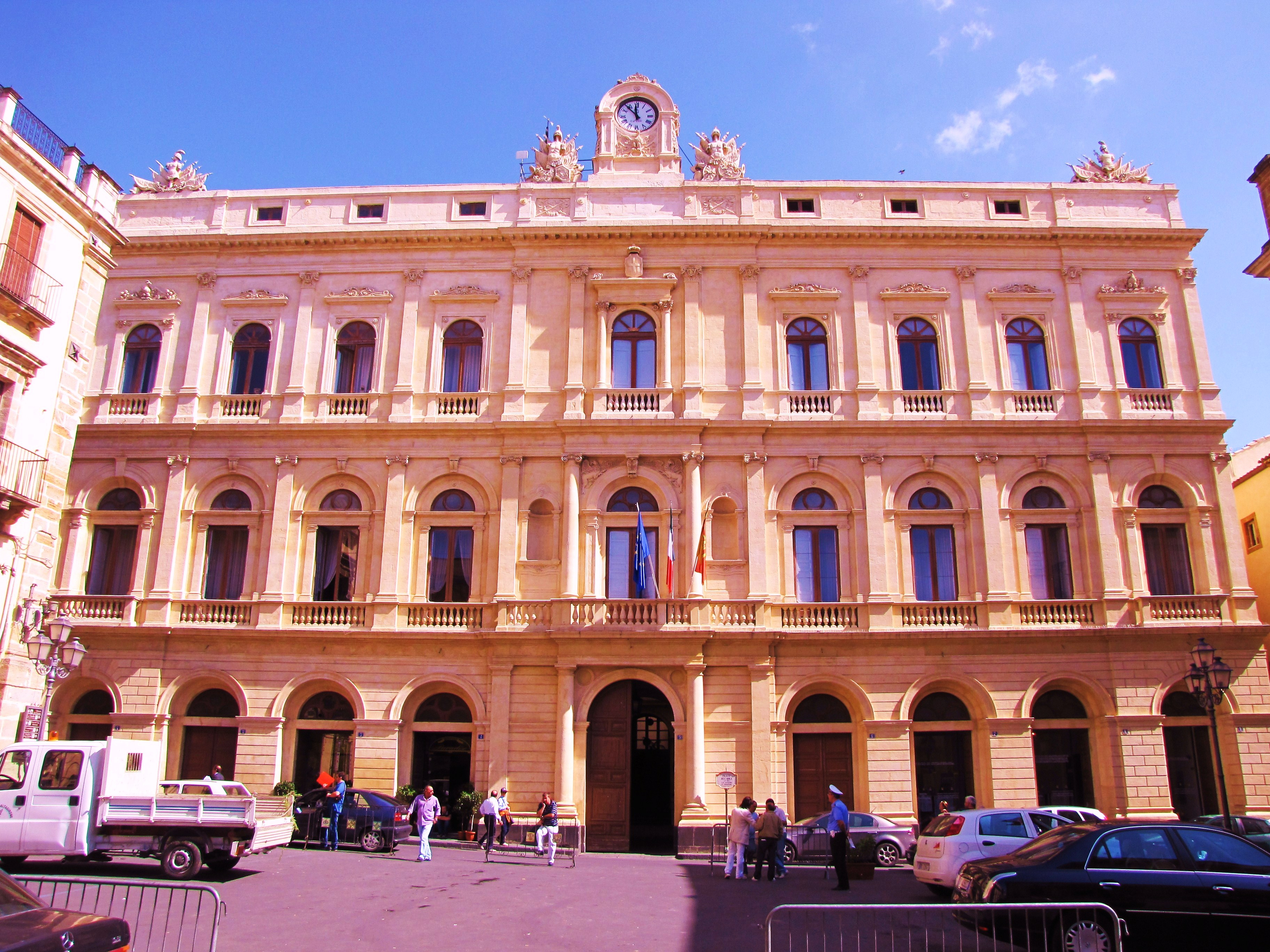
Palazzo dell'Aquila
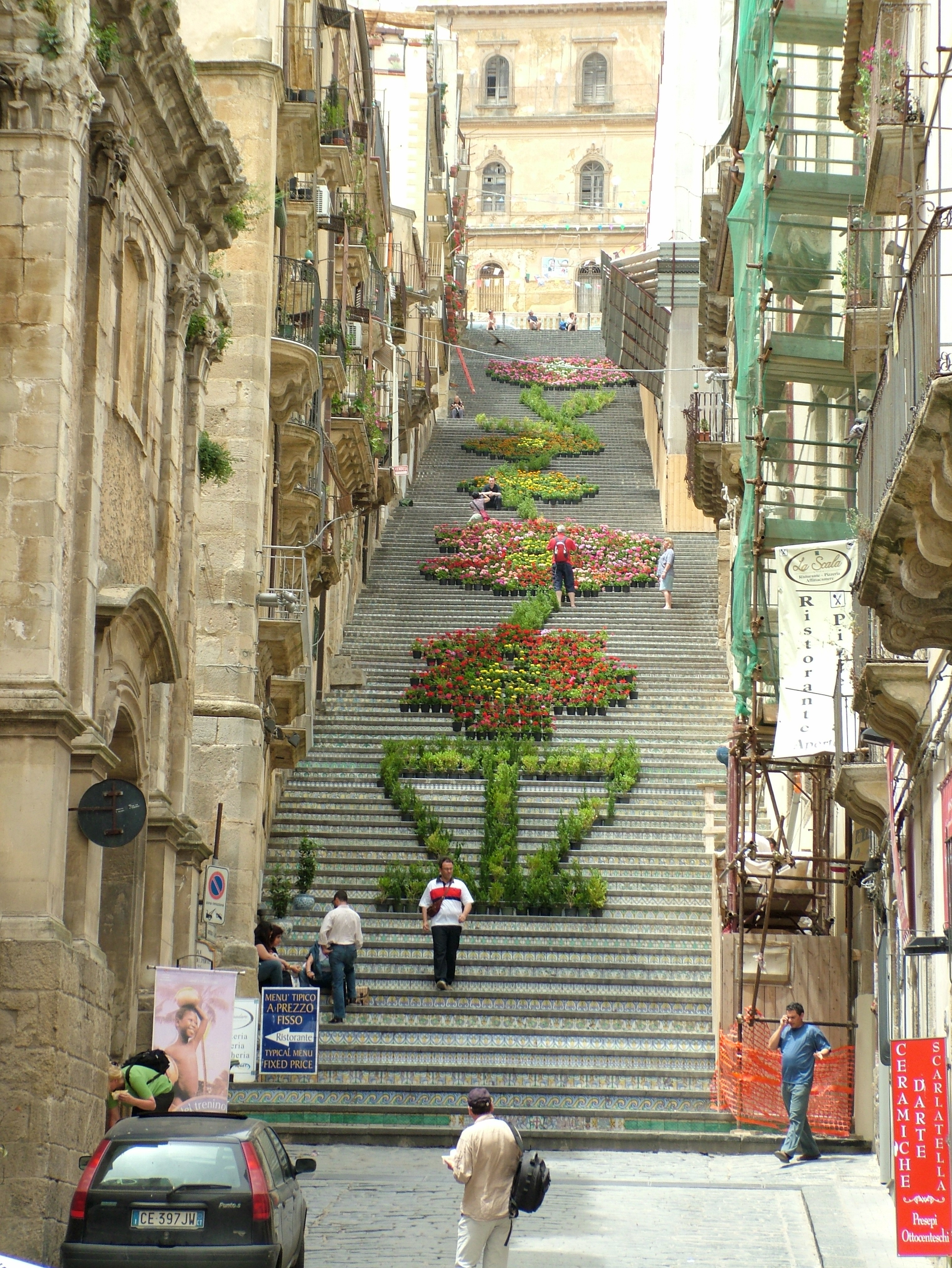
Escalier

## Administration
| Période                                  | Période  | Identité            | Étiquette | Qualité |
| ---------------------------------------- | -------- | ------------------- | --------- | ------- |
| 11 juin 2002                             | En cours | Francesco Pignataro |           |         |
| Les données manquantes sont à compléter. |          |                     |           |         |

### Hameaux
Granieri, Santo Pietro, Piano San Paolo

### Communes limitrophes
Acate (RG), Gela (CL), Grammichele, Licodia Eubea, Mazzarino (CL), Mazzarrone, Mineo, Mirabella Imbaccari, Niscemi (CL), Piazza Armerina (EN), San Michele di Ganzaria

## Personnalités nées à Caltagirone
- Niccolò Longobardo (1565-1655), prêtre jésuite et missionnaire en Chine.
- Luigi Sturzo (1871-1959), prêtre catholique et homme politique
- Giuseppe Mascara, footballeur italien du SSC Naples